# Mobile Country Code
De Mobile Country Code, vaak kortweg MCC genoemd, is een onderdeel van het IMSI-nummer dat verbonden is aan iedere mobiele-telefoongebruiker. De MCC is te vinden in de eerste drie cijfers van het IMSI-nummer. Direct volgend op het MCC is een code die de telecomoperator identificeert (de Mobile Network Code).
De MCC voor België is 206; voor Nederland is dit 204.